# Gustaf Arnemark
Gustaf Emil Arnemark, född Andersson den 18 februari 1888 i Huddunge församling, Västmanlands län, död 2 mars 1942 i Sankt Matteus församling, Stockholms stad, var en svensk järnvägsbokhållare och politiker i Högerpartiet.
Gustaf Arnemark var ledamot av riksdagens andra kammare från 1933, invald i Stockholms stads valkrets.
Gustaf Arnemark var son till Gustaf Andersson och Lina, född Sandell. Hans mor dog när han var bara 2 år gammal. Han gifte sig 1917 med Märtha (född 1879).
I slutet av 1920-talet tog han namnet Arnemark. Detta på grund av att det fanns ytterligare en man på hans arbetsplats SJ:s Kommunikationstabell som hette Gustaf Emil Andersson och deras brev blev ofta förväxlade. Så han kontrollerade i Kommunikationstabellen och fann en plats mitt emellan Piteå och Älvsbyn utefter Piteåälven som heter Arnemark. Han lade in en ansökan om att få ta det namnet och fick ett jakande svar, varpå han omgående bytte efternamnet till Arnemark.